# Tromsdalstinden

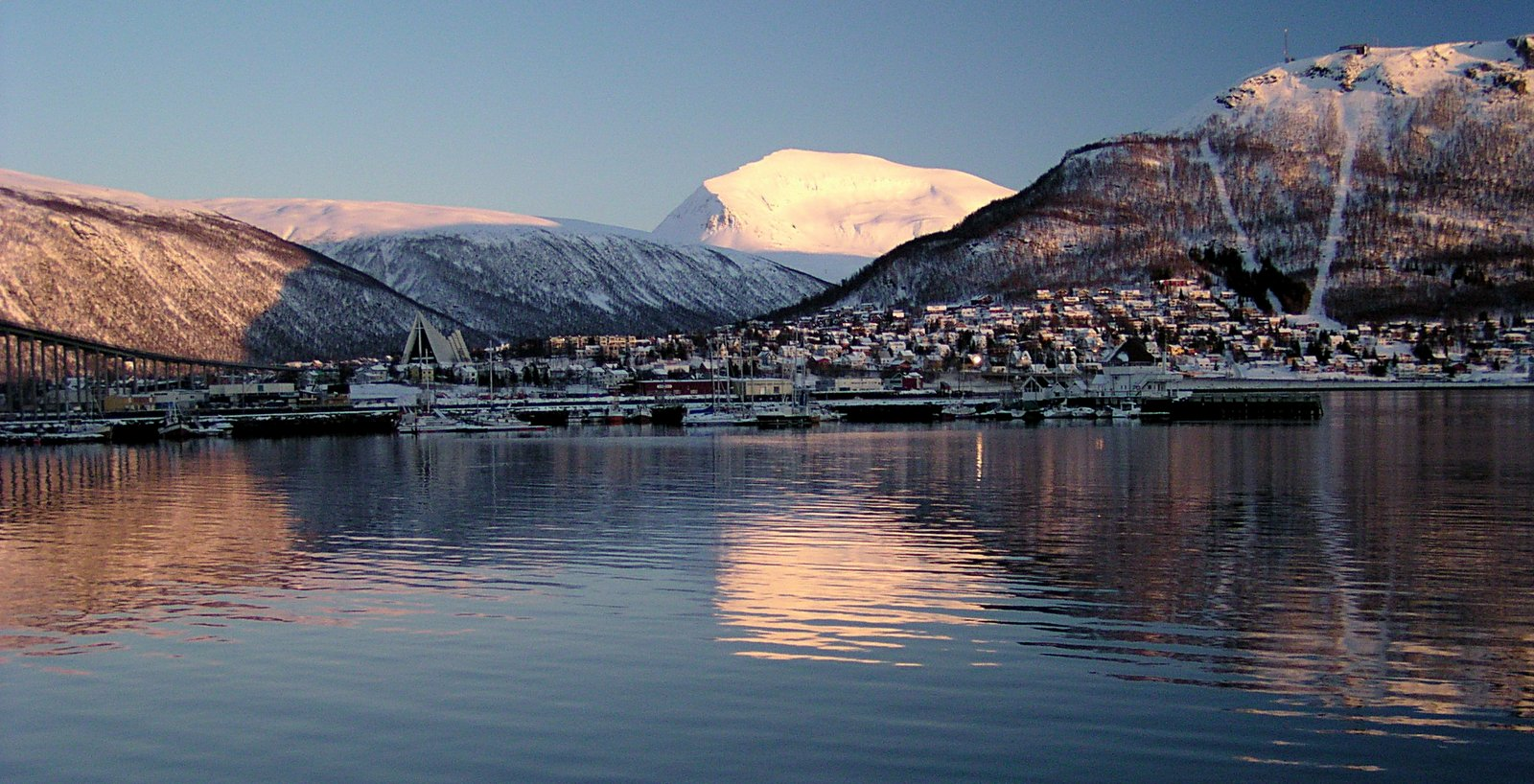
Tromsdalstinden i Tromsdalen

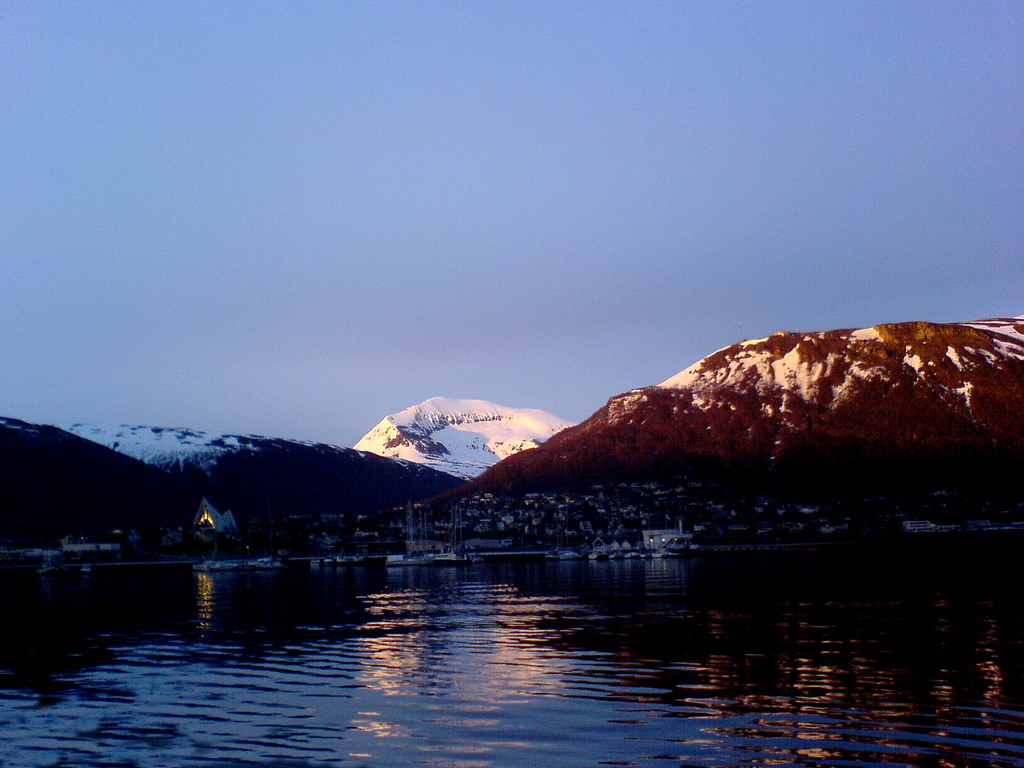
Tinden före snösmältningen i maj

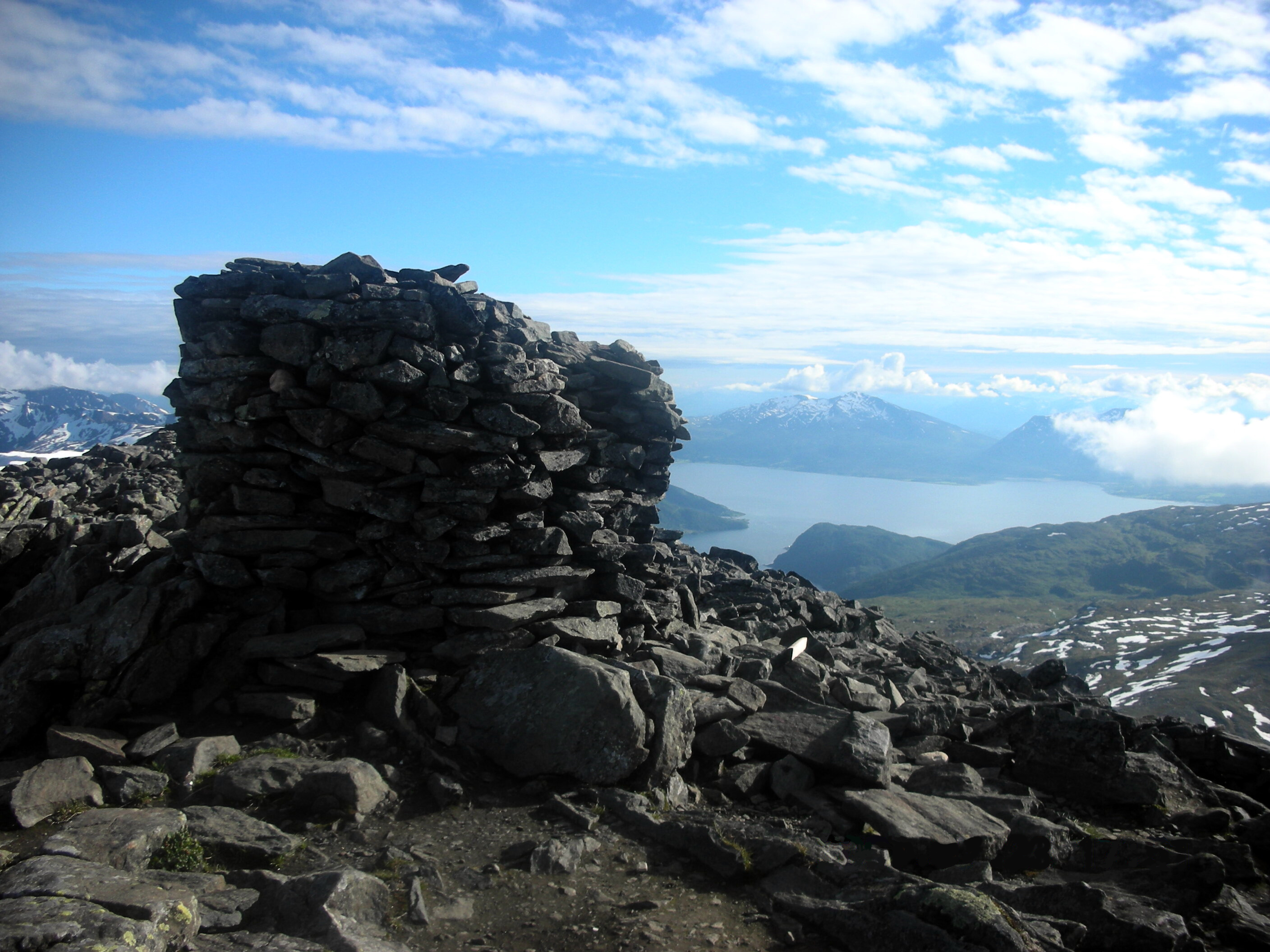
Toppröset

Tromsdalstinden (nordsamiska: Sálašoaivi efter sálaš fångst/byte/rov och oaivi huvud/toppen av ett berg), vanligtvis benämnd endast Tinden av tromsöbor, är ett berg i Tromsø kommun i Troms fylke. Den ligger i förlängningen av Tromsdalen, omkring nio kilometer sydost om Tromsø centrum. Med en höjd på 1 238 meter över havet är Tromsdalstinden det högsta berget som syns från Tromsøya.
Läget så nära staden Tromsø gör att Tromsdalstinden är ett populärt utflyktsmål både sommar och vinter. Det är möjligt att gå upp till toppen både från Tromsdalen i nordväst och från Ramfjord i söder.
I samband med ansökan om olympiska vinterspel i Tromsø 2018, bröt det ut en långvarig debatt om Tromsdalstinden borde fredas från ingrepp med argumentet att det var ett heligt fjäll i samisk animistisk religion.
År 2006 utgav fotografen Arvid Sveen en fotobok med 114 foton av Tinden, vilka tagits olika dagar under olika dagrar. 109 av bilderna hade tagits från samma ställe och med samma bildutsnitt. Boken innehöll 90 texter av olika författare, vilka beskrev sina intryck och upplevelser av Tinden.